# Гватемала на летних Олимпийских играх 1972
Гватемала принимала участие в Летних Олимпийских играх 1972 года в Мюнхене в третий раз в истории, но не завоевала ни одной медали. Делегация состояла из 8 спортсменов.

## Результаты

### Борьба
Спортсменов — 4
Участники: Хуан де Эрнандес, Педро Пинеда, Луис Фуэнтес, Йозеп Бург

### Лёгкая атлетика
Спортсменов — 3
Мужчины
| Спортсмен    | Дисциплина  | Место                               |
| ------------ | ----------- | ----------------------------------- |
| Хулио Кеведо | 10000 м     | 14-е место в предварительном раунде |
| Хулио Кеведо | 3000 м с/п  | 13-е место в предварительном раунде |
| Хулио Кеведо | марафон     | 54                                  |
| Карлос Куке  | 5000 м      | 11-е место в предварительном раунде |
| Карлос Куке  | марафон     | 43                                  |
| Луис Флорес  | десятиборье | DNF                                 |

### Стрельба
Спортсменов — 1
| Спортсмен          | Дисциплина                | Место |
| ------------------ | ------------------------- | ----- |
| Виктор Кастелланос | скоростной пистолет, 25 м | 50    |